# 中录德加拉
中录德加拉家庭娱乐有限公司（CAV Thakral Home Entertainment Co, Ltd.）是中華人民共和國文化部直屬單位“中国录音录像出版总社”与新加坡上市公司“德加拉集团”（Thakral Corporation Ltd.）合资创办的公司，主营电影的影音产品（包括DVD和VCD）在中国大陆的发行，1998年8月開始發片，2006年8月解散。中录德加拉代理的好莱坞电影公司包括：博伟（迪士尼）、华纳兄弟（合同已终止）、派拉蒙、二十世纪福克斯、哥伦比亚三星、米高梅等。